# Флаг Апатитов
Флаг муниципального округа город Апатиты с подведомственной территорией Мурманской области Российской Федерации (до 1 января 2021 года городского округа) — опознавательно-правовой знак, служащий официальным символом муниципального образования. Утверждён 25 июня 2013 года.

## Описание
Прямоугольное двухстороннее полотнище с отношением ширины к длине 2:3, составленное из четырёх равных прямоугольных частей красного и жёлтого цветов вверху и жёлтого и голубого цветов внизу. В центре красной части полотнища изображены жёлтым и оранжевым цветом головка колоса поверх солнца. В центре голубой части полотнища изображены перекрещённые горняцкие молотки голубого цвета поверх раскрытой книги, изображенной жёлтым (страницы) и оранжевым (обложка) цветом. В центре всего полотнища изображена белая восьмиугольная звезда с попеременными не доходящими до краев полотнища длинными прямыми и короткими косыми лучами. Все фигуры, изображённые на флаге, присутствуют и в гербе Апатитов. Оборотная сторона флага является зеркальным отображением его лицевой стороны.

## Обоснование символики
Фигуры и элементы флага символически представляют основные особенности муниципального округа.
- Прямоугольные полотнища символизируют географического положение города, расположенного на Кольском полуострове между озером Имандра (голубой прямоугольник) и горным массивом Хибины (красный прямоугольник), и градообразующие отрасли — Хибинские месторождения апатито-нефелиновых руд (золотые прямоугольники).
- Белая звезда в виде «Розы ветров» — символ первооткрывателей и романтиков, геологов и туристов, характеризует молодой и развивающийся город Апатиты, находящийся всё время в пути, в развитии, в поиске. Своим цветом звезда визуально указывает на название реки, на левом берегу которой расположен город, а также то, что город расположен за Полярным кругом, в северных широтах.
- Солнце — символ процветания и большого научного будущего Апатитов. Так же оно имеет огромное значение для расположенного за Полярным кругом города, где долгая полярная ночь сменяется коротким, но долгожданным летом.
- Колосок поверх солнца — указывает на то, что город Апатиты исторически является сельскохозяйственным центром Мурманской области. На территории муниципального образования расположена Полярная опытная станция Государственного научного учреждения Всероссийский научно-исследовательский институт растениеводства имени Н. И. Вавилова Российской академии сельскохозяйственных наук.
- Горняцкие молотки — символически указывают на богатство территории минералами и все промышленные предприятия города. В Апатитах находится единственный в России «Геологический парк», где монолитные глыбы представляют основные минералы Хибинских гор.
- Раскрытая книга — символизирует научный потенциал Апатитов, являющегося научным центром Мурманской области. В городе Апатиты расположен Кольский научный центр Российской Академии наук, в состав которого входят 9 научно-исследовательских институтов.

Аналогично описанию герба поселения цвета флага и фигур символизируют:
- Голубой — возвышенные устремления, искренность, преданность, возрождение;
- Красный — труд, мужество, жизнеутверждающие силы, красоту, праздник;
- Белый — чистоту, открытость, божественную мудрость, примирение;
- Жёлтый — высшие ценности, величие, богатство, урожай.